# Alfredo Mariotti
Alfredo Mariotti (Varmo, 19 dicembre 1932 – Latisana, 22 agosto 2009) è stato un basso italiano.

## Biografia
Studia canto al Conservatorio Verdi di Torino, seguendo i consigli del maestro Ottaviano Paroni diplomandosi nel 1953. A 21 anni vince due Concorsi Nazionali debuttando nel 1954 con la Manon di Massenet nel ruolo del conte Des Grieux a Spoleto (Teatro lirico sperimentale) iniziando così una carriera che lo porterà ad affrontare un repertorio che spazia dal '700 a Stravinskij.
Nel 1955 interpreta la parte di Skulà, suonatore di gudok dell'opera Il principe Igor' di Aleksandr Borodin al Teatro Lirico Giuseppe Verdi di Trieste e il 27 Dicembre 1956 al Teatro Regio di Parma. Comprendendo le quattro rappresentazioni al Teatro Nuovo Giovanni da Udine, fu in scena al Teatro Lirico Giuseppe Verdi di Trieste per ben settantanove volte, fino al 2003.
Dal 1955 in poi sarà il Sagrestano per antonomasia in Tosca in una cinquantina di diverse produzioni, tra cui due film con Pavarotti, Domingo e Kabaivanska, i recenti allestimenti scaligeri del 1997 (con Bychkov e Ronconi) e del 2000 (con Muti).
Nel 1958 debutta al Teatro La Fenice di Venezia impersonando il Sagrestano in Tosca: complessivamente in questo teatro andrà in scena per sessantanove volte fino al 1997.
Ha lavorato con i maggiori direttori d'orchestra della seconda metà del Novecento, tra cui Tullio Serafin, Gabriele Santini, Franco Capuana, Giuseppe Patanè, Gianandrea Gavazzeni, Karl Böhm, Gary Bertini, Karl Richter, Claudio Abbado, Giuseppe Sinopoli, Daniel Oren, Seiji Ozawa, Riccardo Muti, Riccardo Chailly. La sua voce è stata incisa dalle più autorevoli etichette della discografia internazionale: Decca, Philips, Emi, Deutsche Grammophone, Rca, Bongiovanni.
Ha interpretato varie opere in prima esecuzione mondiale tra cui Il cappello di paglia di Firenze (Nonancourt) di Nino Rota nel 1955 al Teatro Massimo di Palermo. Ha ricoperto il ruolo di Lunardo in ben dodici produzioni de I quatro rusteghi di Wolf-Ferrari, a fianco di Renata Tebaldi, Raina Kabaivanska e Mirella Freni; memorabile Fra' Melitone ne La forza del destino con Aldo Protti a Losanna, a Napoli con Elena Souliotis (disco e video) e a Madrid con Piero Cappuccilli.
Ha coperto sporadicamente anche ruoli drammatici, come ad esempio Padre Guardiano in La forza del destino, Timur in Turandot, Ramfis in Aida, Monterone in Rigoletto, il Conte Rodolfo in La sonnambula, Raimondo in Lucia di Lammermoor.
Nel corso della carriera ha interpretato 15 film-opera tra cui Don Pasquale (ruolo del titolo), La Cenerentola (Don Magnifico), Il barbiere di Siviglia (Bartolo), L'elisir d'amore (Belcore) e naturalmente nel suo ruolo "marchio", il Sagrestano di Tosca.

### Biografia
- Raffaella Beano, Alfredo Mariotti - Un grande basso nella magia del palcoscenico. Introduzione di Plácido Domingo. Litografia Ponte, Talmassons (UD) 2009.

## Discografia parziale
- Auber: Fra Diavolo - Donizetti: La figlia del reggimento - Arturo Basile/Orchestra Filarmonica del Teatro Comunale Giuseppe Verdi Trieste/Mariotti/Maccianti, Deutsche Grammophon
- Alfredo Catalani, La Wally - con Fausto Cleva/Renata Tebaldi/Mario Del Monaco, Decca Records;
- Gaetano Donizetti, Don Pasquale/Il campanello - Ettore Gracis/Anna Maccianti, Deutsche Grammophon;
- Mozart: Don Giovanni - Birgit Nilsson/Czechoslovakian Radio Choir Prague/Dietrich Fischer-Dieskau/Karl Böhm/Martina Arroyo/Prague National Orchestra, 1990 Deutsche Grammophon
- Puccini, La bohème - con Riccardo Chailly/Angela Gheorghiu/Roberto Alagna/Elisabetta Scano, Decca Records;
- Puccini: Manon Lescaut - Plácido Domingo/Nello Santi/Magda Olivero/Giulio Fioravanti/Alfredo Mariotti/Ermanno Lorenzi/Rina Pallini/Franco Federici/Franco Ricciardi/Gianfranco Casarini/Carlo Del Bosco, Opera d'Oro
- Puccini, Tosca - con Lorin Maazel/Birgit Nilsson/Franco Corelli, Decca Records;
- Puccini, Tosca - con Riccardo Muti/Carol Vaness/Giorgio Zancanaro, Decca Records;
- Puccini, Tosca - con Herbert von Karajan/Leontyne Price/Giuseppe Di Stefano/Carlo Cava, Decca Records;
- Puccini: Tosca - Arturo Basile/Orchestra sinfonica e Coro di Torino della RAI/Frazzoni/Tagliavini/Guelfi, 1956 Nuova Fonit Cetra
- Puccini, Trittico (Puccini) - con Bruno Bartoletti/Mirella Freni/Leo Nucci/Roberto Alagna, Decca Records;
- Giuseppe Verdi, Macbeth (opera) - con Claudio Abbado/Shirley Verrett/Piero Cappuccilli, Deutsche Grammophon.

## DVD & BLU-RAY parziale
- Puccini: La bohème (Teatro Real, 2006) - Opus Arte
- Puccini, Tosca (film 1976) con Bruno Bartoletti/Raina Kabaivanska/Plácido Domingo, Decca Records.
- Giacomo Puccini, Tosca - con Daniel Oren/Raina Kabaivanska/Luciano Pavarotti/Ingvar Wixell, regia di Mauro Bolognini, 1990 RCA
- Giacomo Puccini, Tosca (Teatro alla Scala) - con Riccardo Muti/Maria Guleghina/Salvatore Licitra/Leo Nucci, regia Pierre Cavasillas, 2000 Alliance/RAI/EuroArts
- Giacomo Puccini, Manon Lescaut - con Angelo Campori/Maria Chiara/Angelo Romero/Nicola Martinucci, regia Carlo Maestrini, 1985 Hardy Classic